# .dd
.dd er et nationalt topdomæne der var reserveret til det daværende DDR/Østtyskland. Topdomænet blev dog aldrig oprettet i navneserverne, og arbejdet med dette blev formelt indstillet ved Tysklands genforening. Hjemmesider hjemhørende i det tidligere Østtyskland er dermed fra starten blevet oprettet som .de-sider.
| Nationale topdomæner | Spire Denne artikel om nationale topdomæner er en spire som bør udbygges. Du er velkommen til at hjælpe Wikipedia ved at udvide den. |